# Palazzo Crociferi
Il Palazzo Crociferi, noto anche come Palazzo del Comune, è un palazzo storico di Castellammare del Golfo ed è attualmente la sede del comune. 
Il palazzo è uno degli edifici più antichi della città ed assieme al Castello e alla Chiesa Madre rappresenta uno dei luoghi di riferimento cittadino. È ubicato in Corso Bernardo Mattarella di fronte alla Villa comunale Regina Margherita.
Fu la residenza dei Padri Crociferi per oltre due secoli, dal 1663 al 1870, interrotta in seguito alle leggi "eversive" che resero possibile confiscare i beni di molti ordini religiosi.

## Storia

### L'edificazione

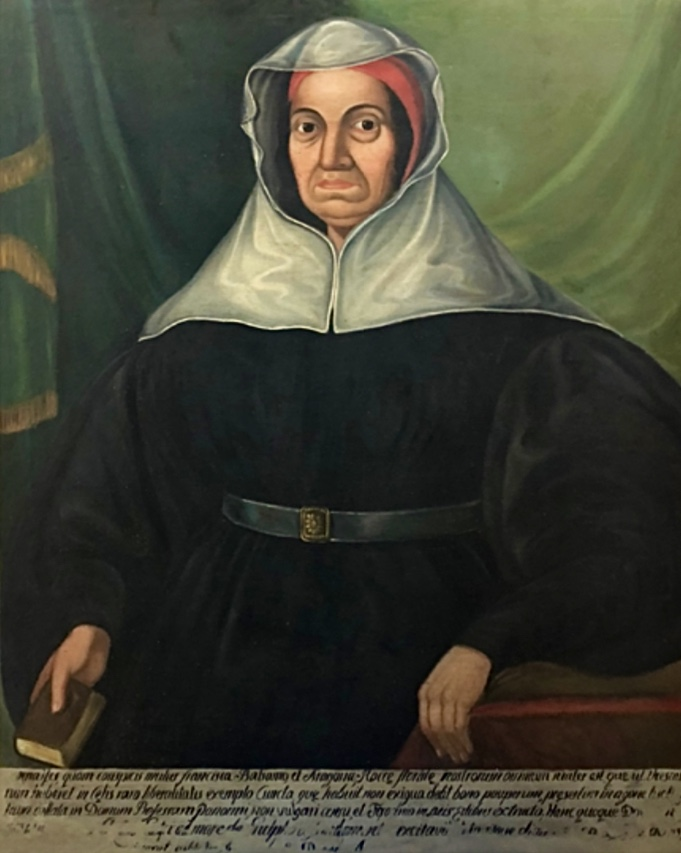
Principessa Francesca Balsamo di Roccafiorita, committente del palazzo

L'edificazione di Palazzo Crociferi avvenne per volere della Principessa Francesca Balsamo. 
Donna Francesca era, infatti, la principessa di Roccafiorita e aveva acquistato, il 31 Agosto del 1641, la baronia di Castellammare del Golfo da Luigi Guglielmo Moncada, viceré del Regno di Sicilia. Il Palazzo Crociferi di Castellammare venne, però, edificato dopo la morte di Donna Francesca, infatti lei non vedrà mai il realizzarsi dell'opera ma verrà comunque costruita per suo volere.
I lavori di costruzione furono eseguiti dal palermitano Marco Serio tra il 1659 ed il 1660, mentre il portale e tutte le decorazioni intagliate vennero realizzate nel 1707 dagli intagliatori palermitani Stefano Curto, Domenico D'Acquario e compagni.
Il progetto fu realizzato dall'architetto Giuseppe Mariani, lo stesso che nel 1700 progetterà la nuova Chiesa Madre..

### I Padri Crociferi
A partire dal 1641 i Padri Crociferi (Camilliani), così chiamati dal popolo per via della grande croce rossa sulla veste nera, si stabilirono a Castellammare del Golfo diventando una presenza assai significativa. Inizialmente si stabilirono nell'aperta campagna, nella zona che ancora oggi viene chiamata Contrada Crociferi, dove stettero per più di 20 anni e fecero costruire una piccola Chiesa ad oggi inesistente.
I Crociferi sono un ordine tuttora esistente nella Chiesa, anche se non più operante a Castellammare ed il loro compito era quello di provvedere all'assistenza spirituale, medica e infermieristica dei malati e dei morenti.Dunque, questi padri, introdussero per la prima volta nella storia di Castellammare un'assistenza infermieristica e ospedaliera a vantaggio degli ammalati più poveri raccolti dalla strada, talora agonizzanti, oppure lasciati alla riva della Marina dai velieri in transito.
L'antica infermeria era situata sul lato est del convento e all'interno dell'atrio, oggi chiamato Arena delle Rose.

### La ruota
Sin dall'inizio, il palazzo, fu fornito della cosiddetta ruota dei rejetti .
Questa ruota era un contenitore ligneo circolare applicato alla facciata principale, esattamente a destra della porta d'ingresso. 
All'interno di questo contenitore, nel più assoluto anonimato, potevano essere girati ai Padri Crociferi i neonati indesiderati dalla madre o da entrambi i genitori. In tal caso erano, appunto, i religiosi a prendersi cura della sopravvivenza e della sistemazione di questi bambini. In relazione a questo particolare compito, nella prima metà dell'800, fu molto popolare a Castellammare una donna di nome Vita Di Stefano (1795-1834), che era addetta a questa ruota e che la gente chiamava in dialetto la za Vita la rutara.
Si trattava di una donna Castellammarese, alla quale i Padri Crociferi avevano dato l'incarico di accogliere amorevolmente gli eventuali bambini che venivano posti nella ruota e subito girati all'interno del palazzo. A questi bambini veniva subito garantita la dovuta assistenza presso le nutrici e successivamente il necessario affidamento a genitori senza figli e lontani da Castellammare. Inoltre, a questi bambini che venivano subito battezzati, venivano attribuiti cognomi devozionali come: Di Gesù, Di Maria, Grazia ecc., ma talvolta anche cognomi riferiti alla loro condizione Trovato, Esposito, La Porta ecc..

### Dopo la dominazione piemontese

Palazzo Crociferi in una foto antica

In seguito al periodo di reggenza sabauda in Sicilia, i Padri Crociferi furono costretti a lasciare il loro palazzo e la loro Chiesa, che furono affidate allo Stato per usi civili. 
Il palazzo venne concesso al Comune in virtù delle leggi eversive del 1866, ma il 17 dicembre 1869, con sentenza pubblicata l'11 febbraio 1870 e confermata in appello il 16 settembre 1870, fu riconosciuto proprietà esclusiva dell'ospedale San Bartolomeo di Palermo. Infatti la baronessa Francesca Balsamo, in un testamento del 16 aprile 1648, aveva dichiarato non solo di lasciare il denaro sufficiente per la costruzione dell'edificio da assegnare ai Padri Crociferi, ma aveva anche annotato che, in caso di soppressione o di allontanamento dei suddetti Padri, la proprietà dell'immobile sarebbe dovuta passare al suddetto ospedale  
Il Comune, successivamente, lo ebbe per acquisto (lire 55.000) con atto di transazione del 1º Aprile 1887 presso il notaio Salvatore Briguccia, registrato a Castellammare. 
Durante il terremoto del 1968, Palazzo Crociferi, venne dichiarato inagibile e gli uffici comunali furono spostati temporaneamente in altri luoghi. Anche l’annessa chiesa venne chiusa, per gravi danni all’edificio.

## Descrizione

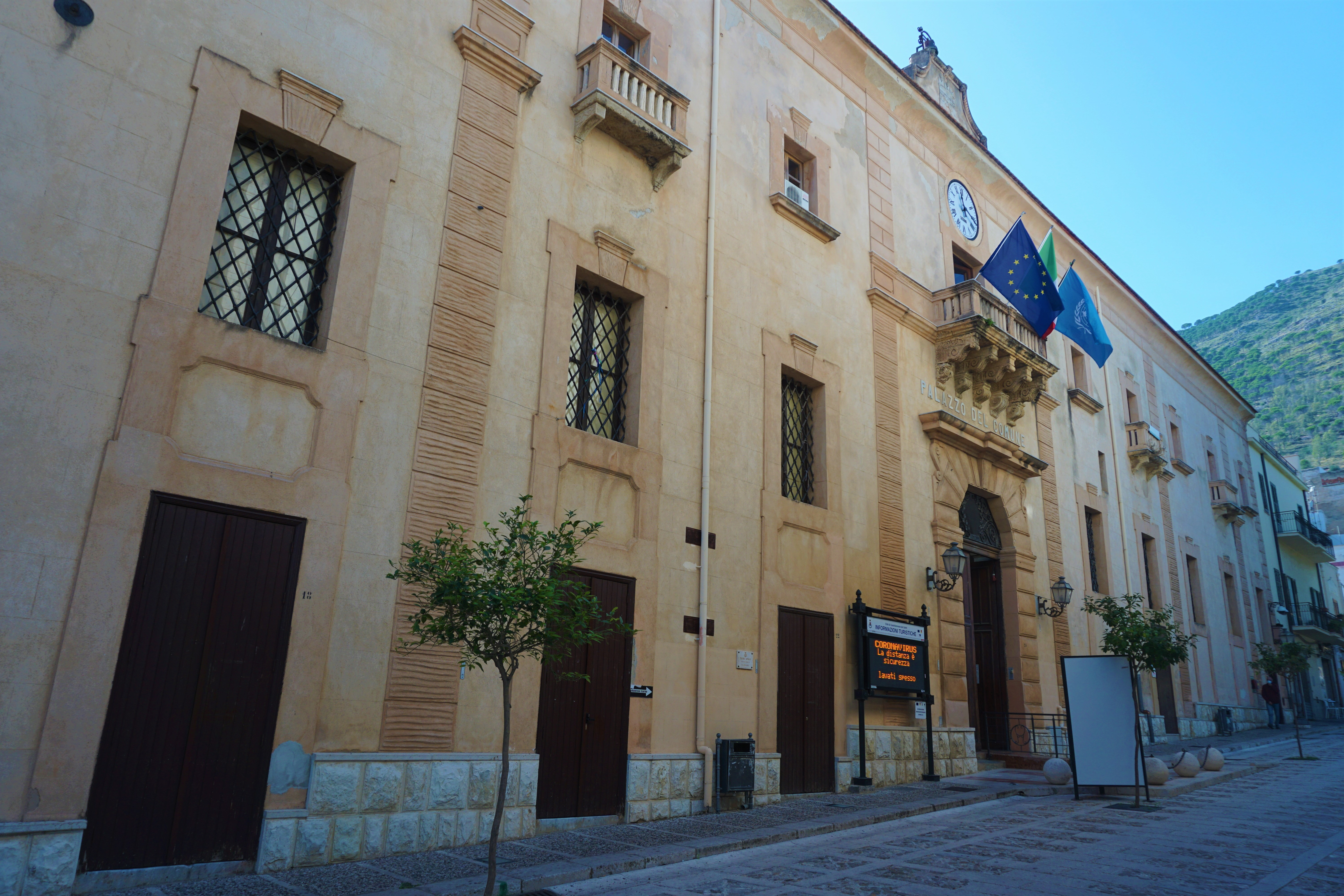
la facciata

Lo stile architettonico di Palazzo Crociferi mantiene tuttora l'aspetto che l'architetto Giuseppe Mariani gli volle dare. Conserva ancora oggi, nonostante i diversi restauri, la sua originale composizione.
L'unico cambiamento che ha subito è la riorganizzazione degli spazi interni destinati ad uso del Comune di Castellammare del Golfo, perdendo la funzione di convento. Anche la Chiesa di Maria Santissima degli Agonizzanti, annessa al convento e sede spirituale dei Padri Crociferi, ha perso la funzione di chiesa, è stata chiusa al culto e riadattata ad Aula consiliare.

### La facciata
La facciata di Palazzo Crociferi è rivolta verso nord e si estende su Corso Bernardo Mattarella. assieme alla Chiesa di Maria Santissima degli Agonizzanti: assieme costituiscono la costruzione più ampia della strada.
La facciata si sviluppa su tre livelli orizzontali, composti da finestre e balconi edicolati, divisi a metà da un corpo centrale formato dal grande portone d'ingresso, il balcone principale e l'orologio. 
La prima fascia, dal basso verso l'alto, è composta da quattro porte a levante che consentono di accedere al Teatro Apollo e altre due porte a ponente che consentono di accedere agli uffici comunali. La seconda fascia è formata da quattro finestre inferriate per lato, mentre la terza fascia è composta dall'alternarsi di finestre e balconcini (tre finestre e 2 balconcini per lato) sorretti da piccole mensole decorate. Il portale d'ingresso, in stile tardo barocco, è formato da due paraste che sorreggono una sorta di arco, sormontato da un architrave sovrastato dall'incisione: "Palazzo del Comune". Al di sopra dell'iscrizione sporge il balcone principale, sorretto da cinque mensole barocche, dove si affacciano le tre bandiere istituzionali, mentre al di sopra della porta che si affaccia sul balcone principale è presente l'orologio. 
Il cornicione è invece sovrastato da una particolare coronazione con campana, in cui è raffigurato il simbolo della città.

### L'Arena delle rose
Il convento dei Padri Crociferi era munito anche di un atrio interno, dove era collocato un pozzo centrale che serviva a garantire la regolare fornitura d'acqua all'edificio. A partire dagli anni 80 l'atrio interno venne riadattato all'attuale funzione che oggi ha e venne chiamato Arena delle Rose per via dei numerosi Roseți presenti all'interno del chiostro.
L'Arena delle Rose oggi è un teatro a cielo aperto dove periodicamente vengono organizzate varie forme di spettacolo come concerti, saggi di danza, rappresentazioni liriche, teatrali e molti altri spettacoli. È possibile accedere all'Arena dal portone principale di Palazzo Crociferi posto su Corso Bernardo Mattarella, oppure dall'entrata secondaria di via Alcide De Gasperi.

### Il teatro Apollo Anton Rocco Guadagno
Il piano terra del palazzo confinante con la Chiesa, dal 1926 è sede del Teatro cittadino dedicato ad Apollo e recentemente al grande maestro di musica Anton Rocco Guadagno nato a Castellammare nel 1923. In stile Liberty e con 198 posti a sedere offre al pubblico una ricca stagione di spettacoli di prosa e musica. È possibile accedere al teatro dalle 4 porte che si affacciano su Corso Bernardo Mattarella.

## Galleria d'immagini

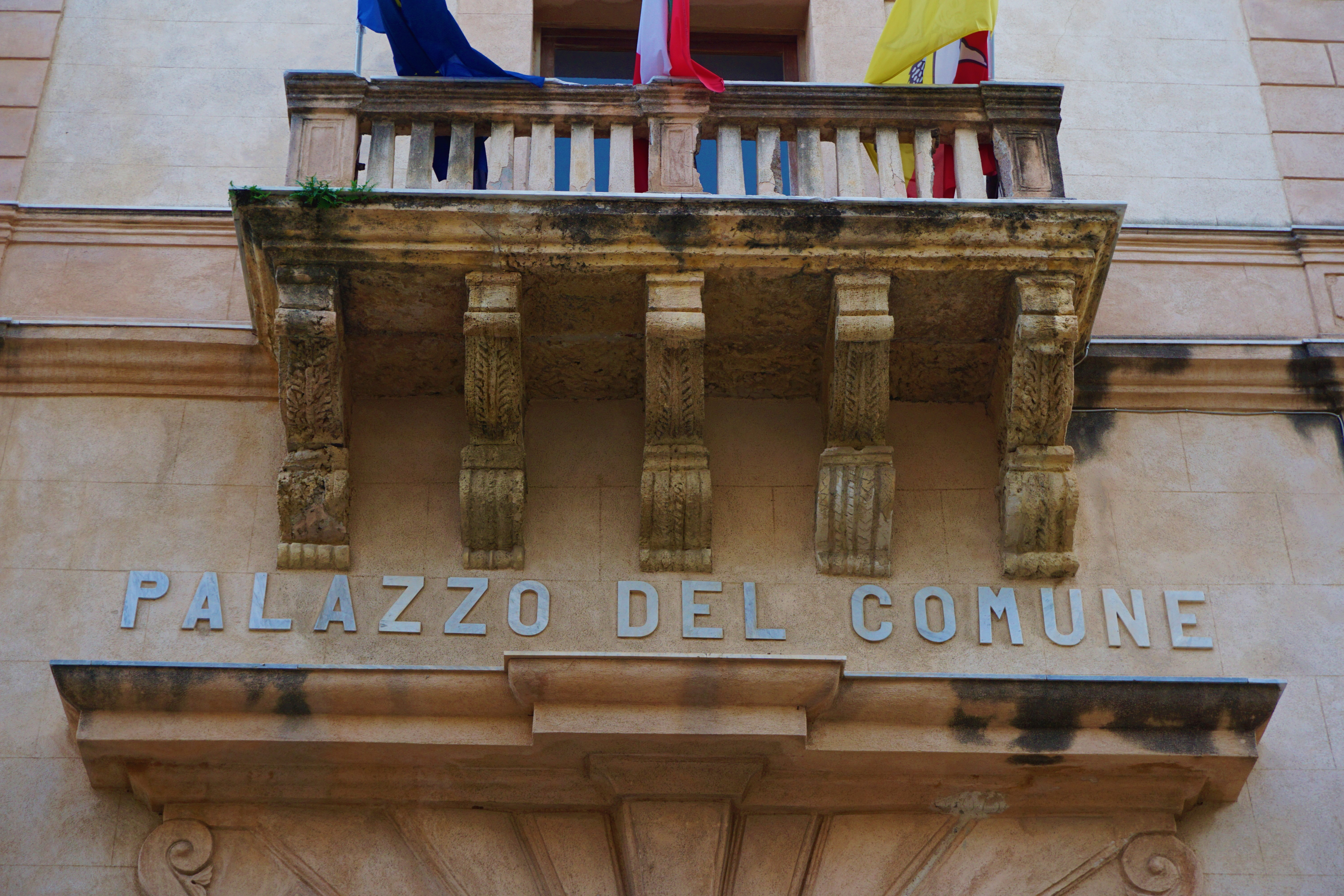
Mensole barocche del balcone principale
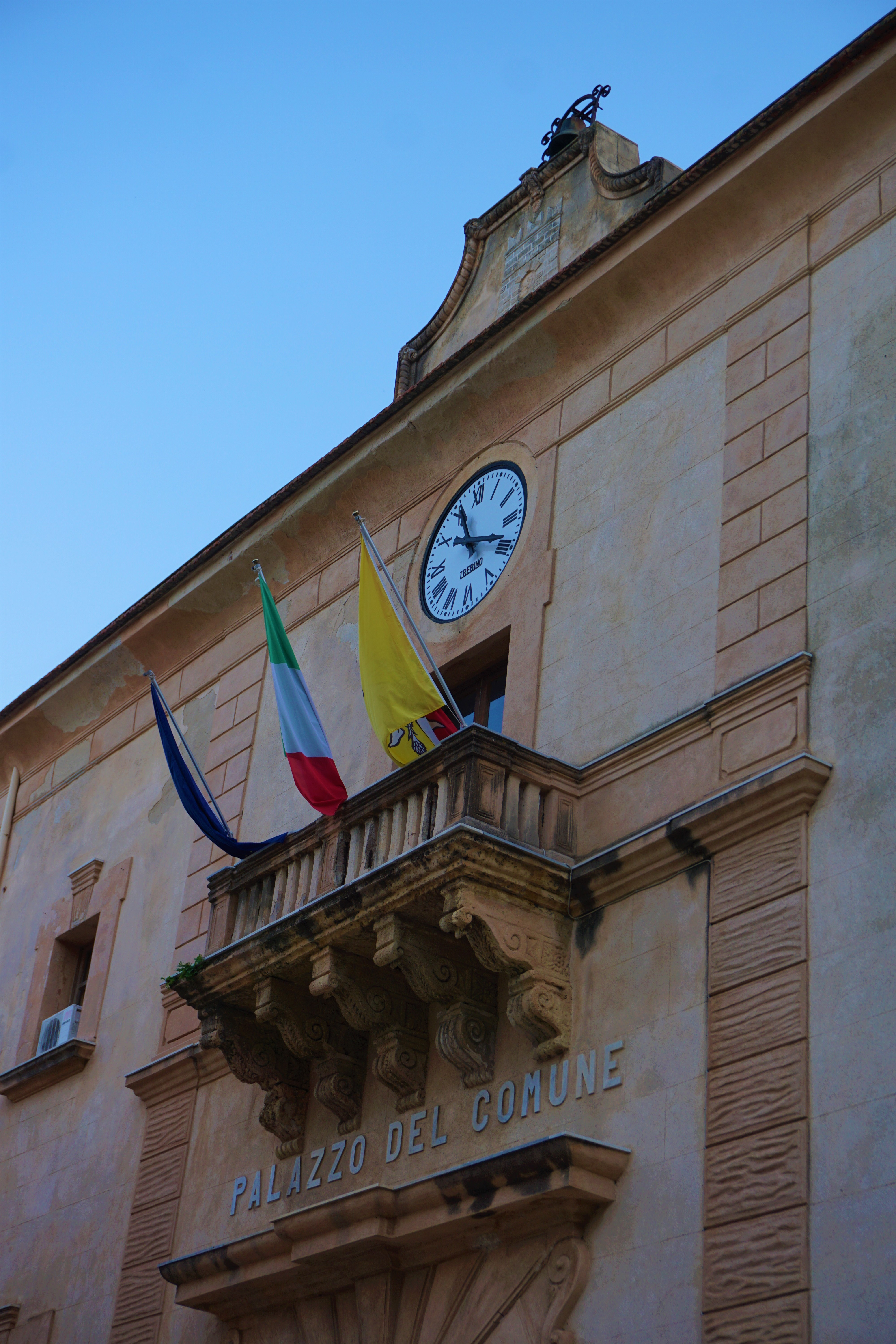
Coronamento di Palazzo Crociferi
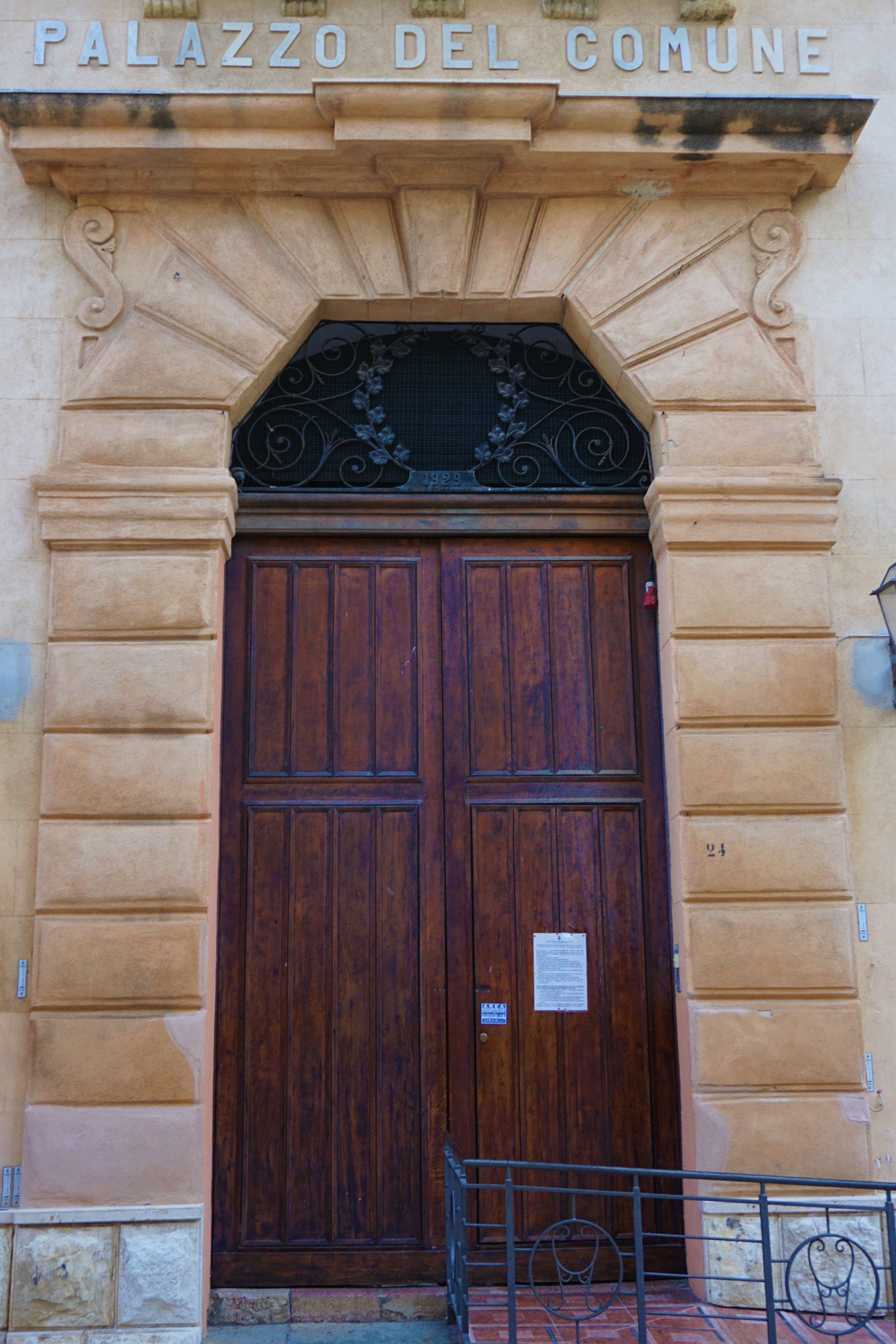
Portone principale
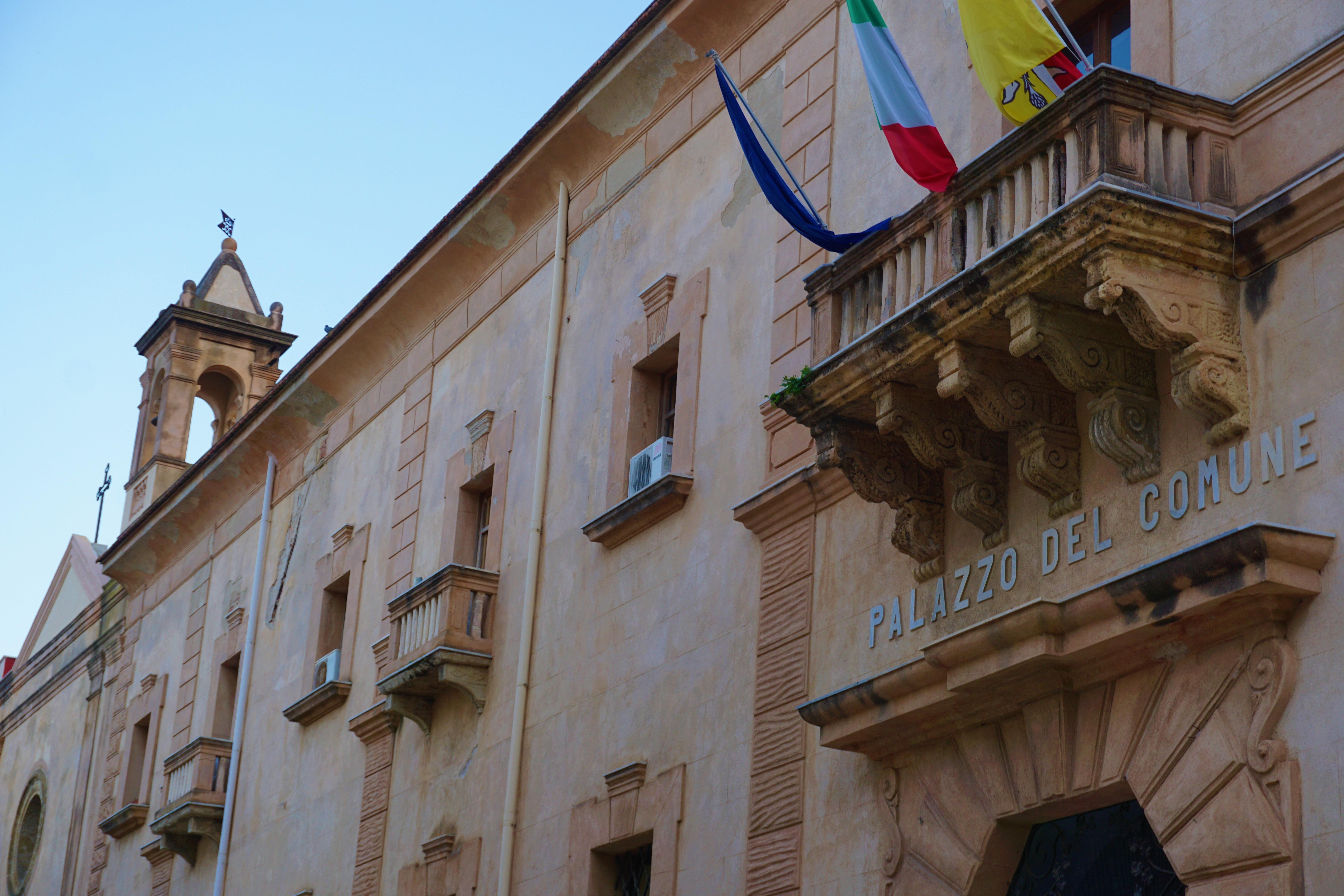
Il palazzo e il campanile della Chiesa
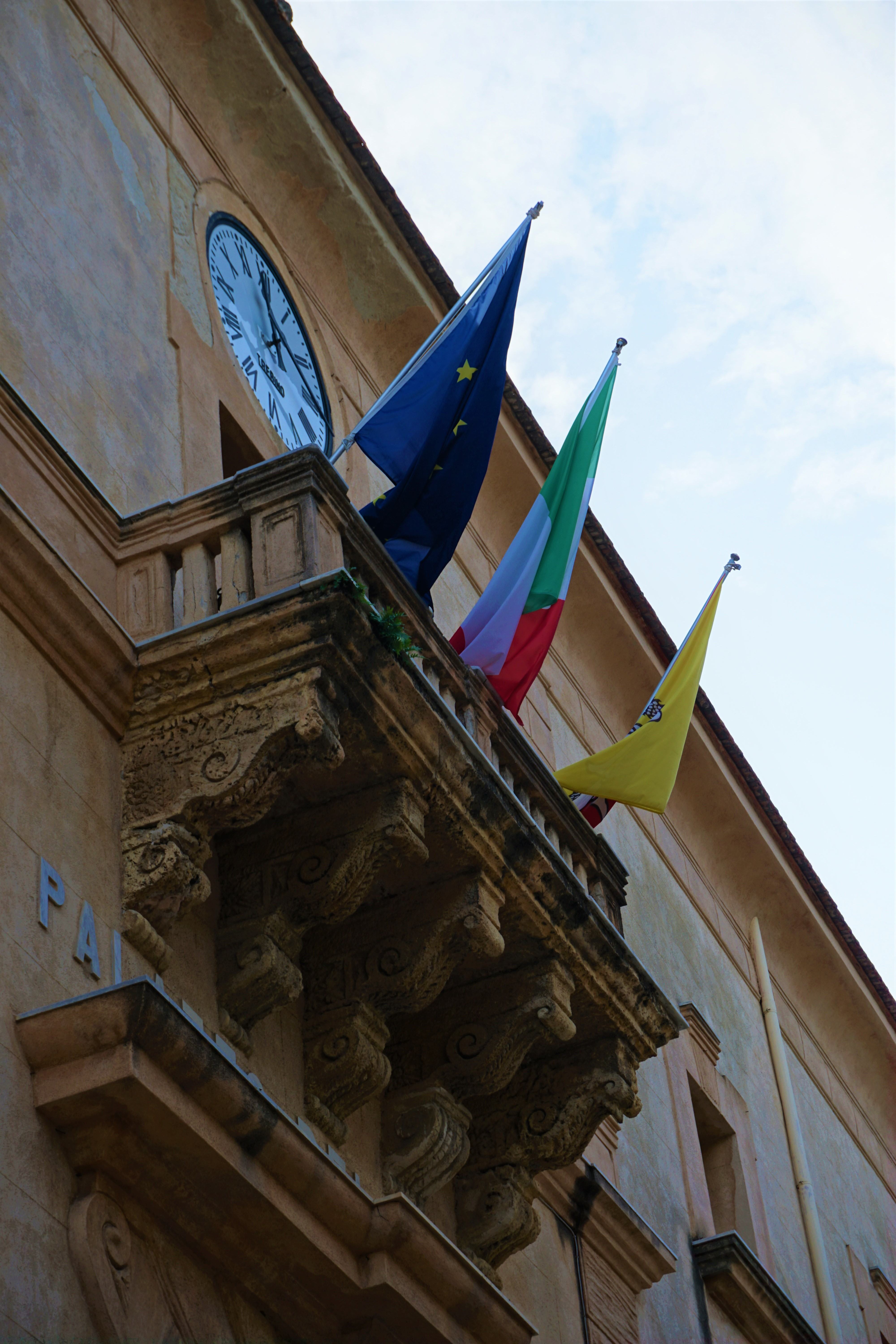
balcone e bandiere
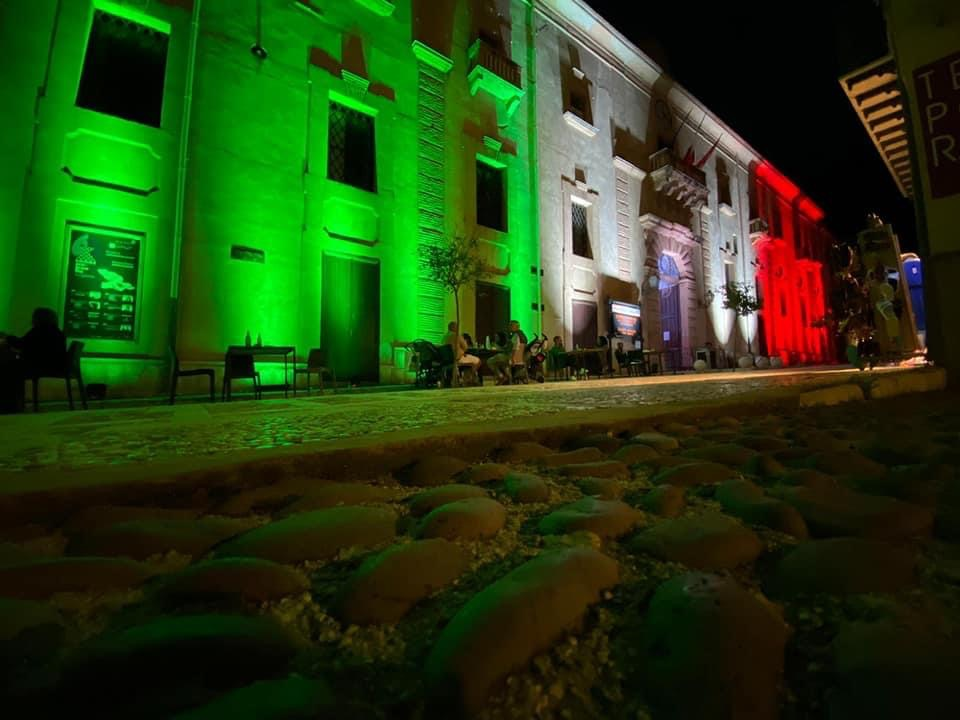
Palazzo Crociferi tricolore il 2 Giugno 2020 durante l'epidemia da COVID-19
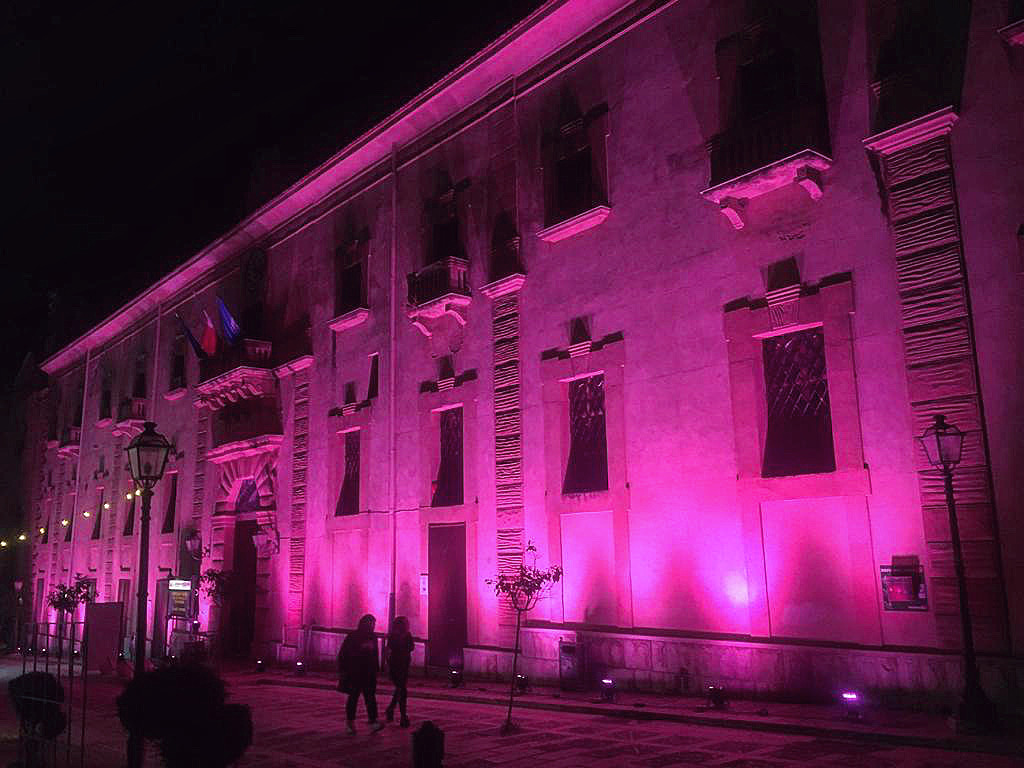
Palazzo Crociferi in rosa durante la campagna di prevenzione airc
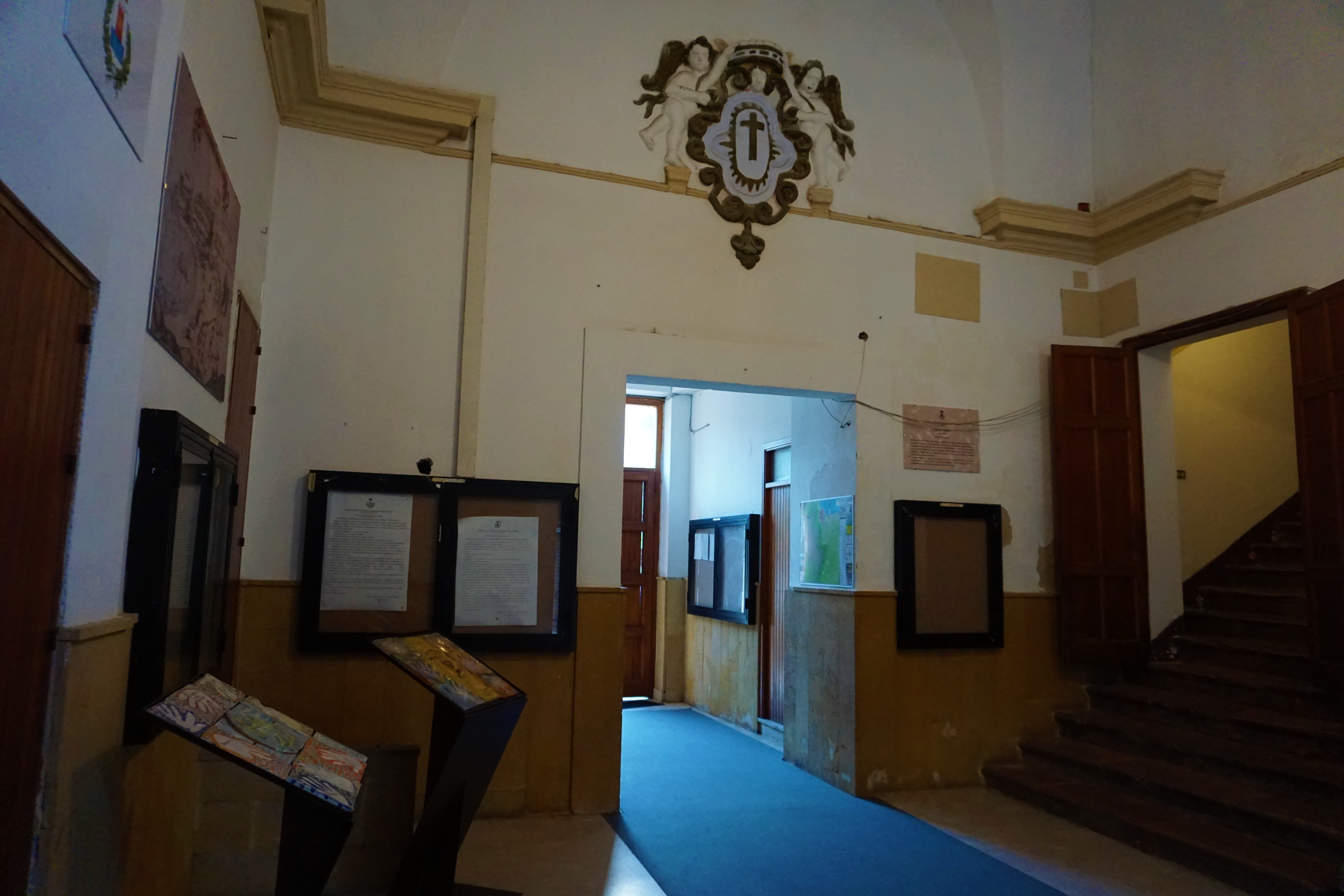
atrio interno